# Calyptronoma rivalis
Calyptronoma rivalis är en enhjärtbladig växtart som först beskrevs av Orator Fuller Cook, och fick sitt nu gällande namn av Liberty Hyde Bailey. Calyptronoma rivalis ingår i släktet Calyptronoma och familjen Arecaceae. Inga underarter finns listade i Catalogue of Life.

## Bildgalleri

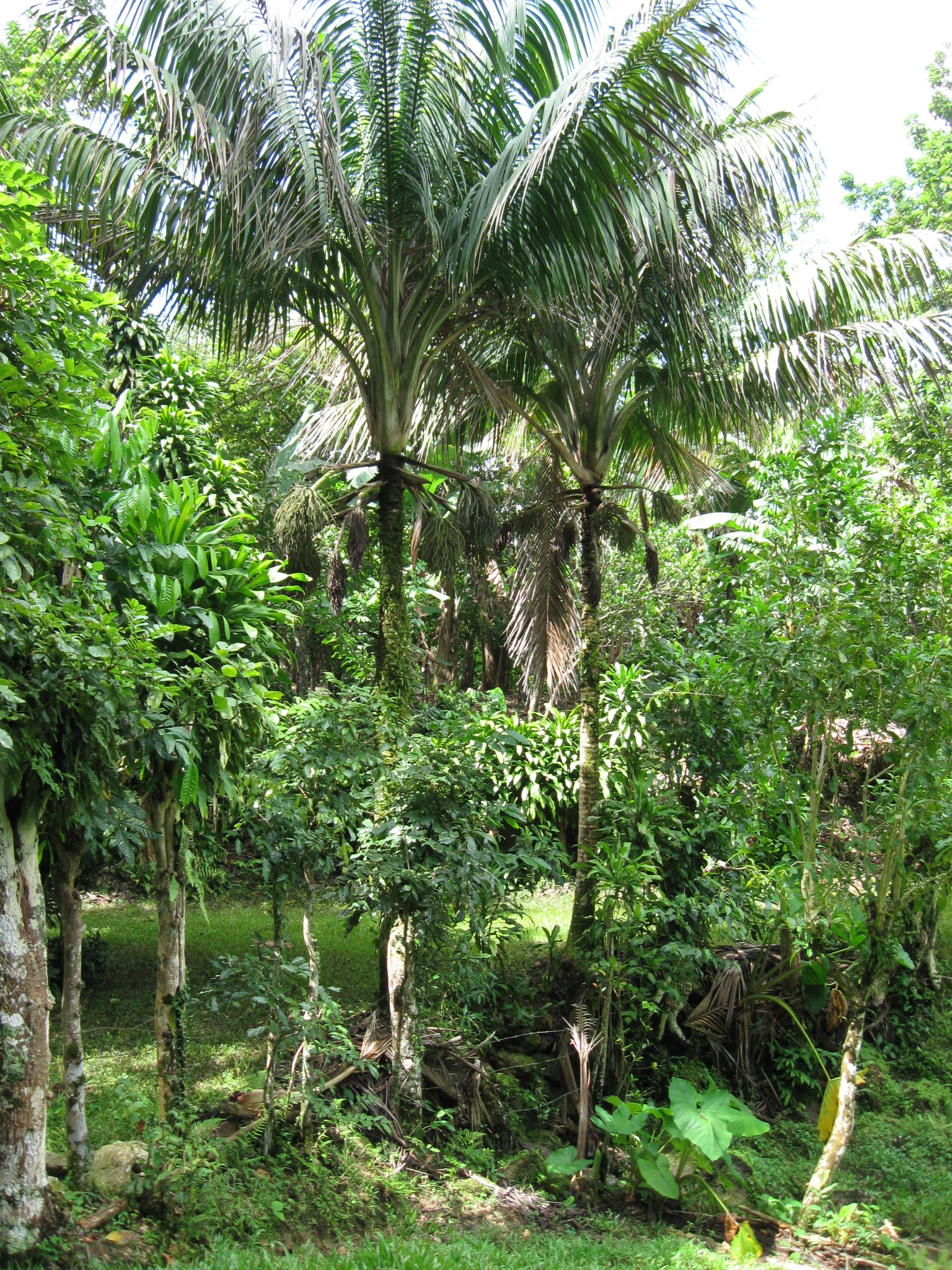
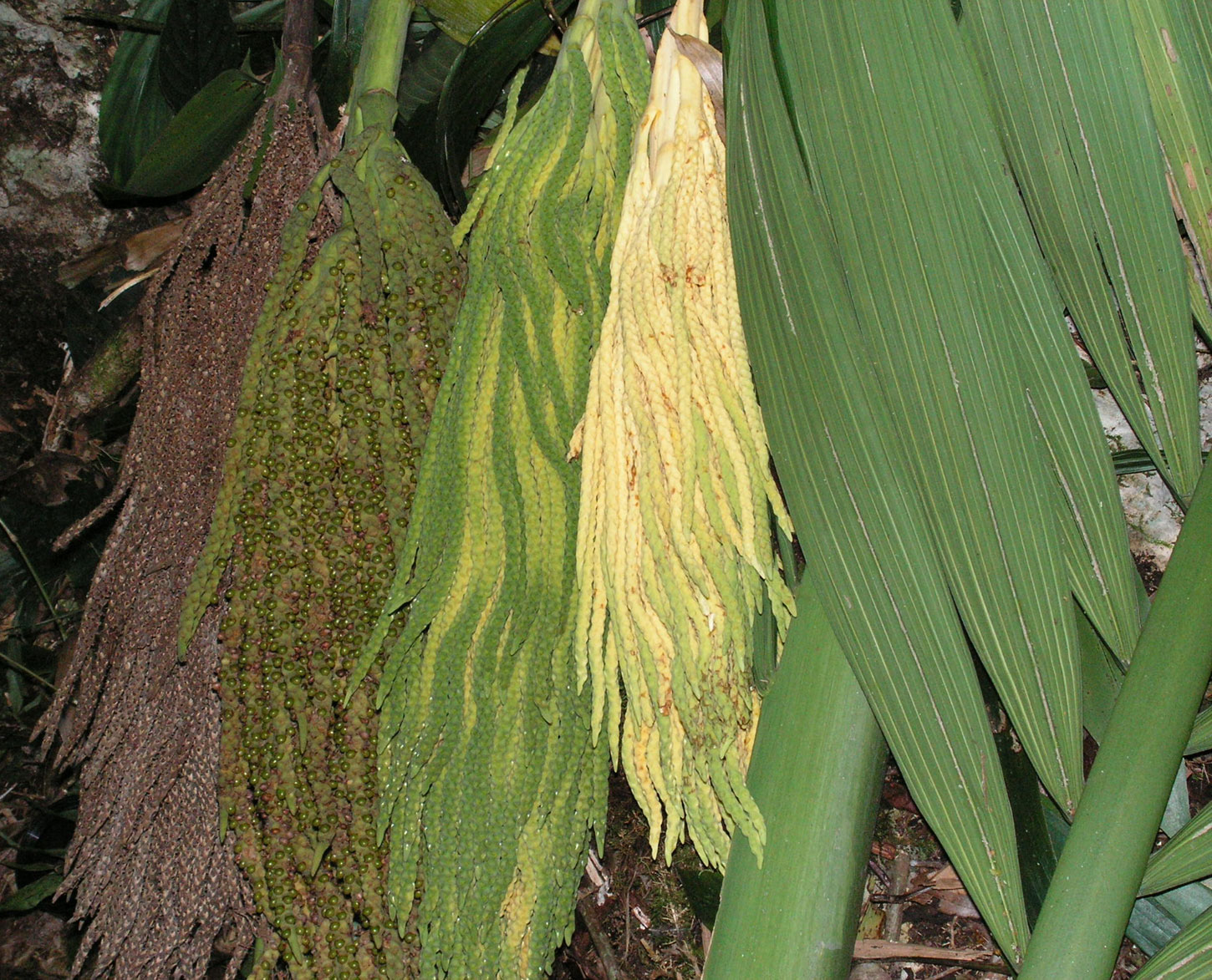